# The Rocky Horror Picture Show
The Rocky Horror Picture Show is een film van Jim Sharman met in de hoofdrollen Tim Curry, Barry Bostwick en Susan Sarandon. Het is een musical-horror-komedie en een parodie op de B-films uit de jaren 1940-1970.
Het scenario van de film is gebaseerd op de The Rocky Horror Show, geschreven door Richard O'Brien. Na de lancering in de bioscopen in 1975 deed de film aanvankelijk niets en werd teruggetrokken uit de meeste bioscopen. In 1976 liet Fox de film draaien in zogenaamde middernachtvoorstellingen. Dit was een groot succes, mensen kwamen verkleed naar de film en deden mee met dansjes en liedjes. Sinds die tijd is de film voortdurend in de bioscopen te zien. Inmiddels heeft de film in de VS een omzet van $139.876.417 behaald.
De film heeft nog altijd een cultstatus en een belangrijke rol bij dit cultfenomeen is weggelegd voor het publiek, dat met kreten en voorwerpen reageert op gebeurtenissen in de film. Vooral in de Verenigde Staten wordt vertoning van de film vaak begeleid door een groep amateurs die de film op een podium voor het witte doek synchroon meespelen. In 2005 werd de film vanwege het culturele, historische en esthetische belang voor conservatie opgenomen in het National Film Registry van het Amerikaanse Library of Congress.

## Verhaal
Brad Majors en Janet Weiss, een pas verloofd stelletje, krijgen een lekke band terwijl ze tijdens een kille en regenachtige novembernacht door het platteland rijden. Ze besluiten een huis te zoeken waar ze een garage kunnen bellen. Een groot landhuis in de buurt lijkt uitkomst te bieden. Maar het huis blijkt bevolkt door een vreemde verzameling mensen, bedienden en medewerkers van de transseksueel dr. Frank-N-Furter. De dokter en zijn personeel, zoals butler Riff Raff, zijn zuster Magenta en groupie Columbia, zijn afkomstig van de planeet Transsexual.
Frank-N-Furter legt aan de angstige Brad en Janet uit dat hij bezig is leven te creëren en toont hen zijn creatie, Rocky Horror. Een deel van Rocky's brein komt van de motorrijder Eddie, die door Frank-N-Furter wordt vermoord als hij op zijn motor komt binnenrijden. De verbijsterde Brad en Janet krijgen nu elk een kamer en worden los van elkaar door Frank-N-Furter verleid. Als Janet door het landhuis dwaalt ziet ze op een monitor dat Riff Raff bezig is Rocky Horror te martelen. Later helpt ze het monster en verzorgt zijn wonden, niet lang daarna gaat ze met Rocky naar bed.
Als Frank-N-Furter op zoek gaat naar zijn creatie wordt hij afgeleid door de komst van dr. Everett Scott. Scott is een oude leraar van Brad en Janet en de oom van Eddie. Hoewel hij op zoek is naar de laatste, verdenkt Frank-N-Furter Scott er van dat hij UFO-onderzoek doet voor de regering. Hij besluit Scott en zijn andere twee gasten uit te nodigen voor een diner. Daar merken Scott, Janet en Brad dat de maaltijd bestaat uit de resten van Eddies lichaam. Vol afschuw vlucht Janet van de tafel weg, recht in de armen van Rocky Horror. Een jaloerse Frank-N-Furter achtervolgt haar door het landhuis. Uiteindelijk weet Frank-N-Furter zijn gasten klem te zetten in zijn laboratorium en verandert ze in standbeelden. Er volgt een grote orgie met Frank-N-Furter die echter wordt onderbroken door Riff Raff en Magenta die een coup plegen en aankondigen terug te keren naar Transsexual. Frank-N-Furter, Columbia en Rocky worden gedood en de gasten vrijgelaten. Niet veel later stijgt het landhuis op, het is nu een ruimteschip onderweg naar sterrenstelsel Transsylvanië.

## Rolverdeling
| Acteur          | Personage             |
| --------------- | --------------------- |
| Susan Sarandon  | Janet Weiss           |
| Barry Bostwick  | Brad Majors           |
| Tim Curry       | Frank N. Furter       |
| Richard O'Brien | Riff Raff             |
| Patricia Quinn  | Magenta               |
| Nell Campbell   | Columbia              |
| Jonathan Adams  | Dr. Everett Von Scott |
| Peter Hinwood   | Rocky Horror          |
| Meat Loaf       | Eddie                 |
| Charles Gray    | Criminoloog           |

## Voorgeschiedenis
Acteur/componist Richard O'Brien ontmoette de Australische regisseur Jim Sharman in 1972 bij de opvoering van de Australische versie van "Jesus Christ Superstar". O'Brien speelde de rol van Herodes tijdens een van de voorstellingen en Sharman was de regisseur. O'Brien sprak met Sharman over een idee om een musical te maken gebaseerd op B-films. Hij was altijd erg geïnteresseerd geweest in het genre, met name in de onbedoelde humor in deze films. Ook wilde hij de gemaakt onheilspellende dialoog van derderangs horrorfilms in het stuk verwerken. Sharman leek het een goed idee en vroeg O'Brien het werk te laten horen als ze terug waren in Londen.
Niet veel later liet O'Brien aan Sharman een klein deel van zijn rockmusical "They Came from Denton High" horen. Sharman was enthousiast en besloot de musical op te voeren in het Royal Court Theatre in de Britse hoofdstad. Slechts enkele dagen voor de opvoering werd op Sharmans advies besloten om de titel te wijzigen in "The Rocky Horror Show". De première was op 19 juni 1973 met onder andere Tim Curry, Patricia Quinn, Little Nell, Julie Covington, en Richard O'Brien in de voornaamste rollen. De show was een succes en kreeg gunstige kritieken.
De musical promoveerde naar de zaal van de Classic Cinema op Kings Road en vervolgens naar het Kings Road Theatre. Al snel ontstond er een vaste groep volgers die regelmatig de opvoeringen bijwoonden, het werd een trend om de show in Londen te zien. Via de eigenaar van platenmaatschappij Ode Records, Lou Adler, kwam de show ook in Amerika terecht. Tim Curry bleef Frank-N-Further spelen, maar de rest van de Britse acteurs kwamen niet mee. Het was in de VS dat de filmindustrie interesse kreeg. Een van de managers van 20th Century Fox Gordon Stulberg stelde voor 1 miljoen dollar uit te trekken voor de verfilming. Lou Adler sloot de Amerikaanse productie van de "Rocky Horror Show" na tien maanden en gaf de acteurs zo de gelegenheid terug te keren naar Engeland voor de film.

## Scenario
Het scenario voor de film werd geschreven door Richard O'Brien en Jim Sharman. Ze baseerden zich hiervoor op het libretto van de musical "The Rocky Horror Show" van O'Brien. De musical is een mengeling van elementen uit B-films, met name de Britse Hammerhorrorfilms over Het monster van Frankenstein en Dracula, en sciencefictionfilms uit de periode 1930-1950. Zaken als kannibalisme, moord, orgies en hetero- en homoseks worden afgewisseld met dansjes en liedjes.
Dr. Frank-N-Furter is een parodie op dr. Frankenstein uit de films en zijn monster is de knappe en gespierde Rocky Horror. Andere personages komen ook uit de smeltkroes van B-films, zoals Rif Raff met zijn bochel, een parodie op Igor, de assistent van dr. Frankenstein of de verknipte butler uit de Draculafilms. Brad en Janet zijn weer het standaard paartje dat in talloze horrorfilms wordt afgeslacht, opgegeten of blootgesteld aan gruwelijke martelingen. Doctor Scott is het archetype van de onderzoeker als Van Helsing uit de Draculafilms.
Als uiteindelijk de inwoners van het kasteel zich ontpoppen tot buitenaardse wezens van de planeet Transexual compleet met nylonkousen en straalpistolen is de parodie compleet. De filmversie van de "The Rocky Horror Show" wijkt weinig af van de theatershow. Ook de liedjes zijn gehandhaafd. In de oorspronkelijke theaterproductie kwam alleen "Sweet Transvestite" voor "Time Warp". Dit werd in de film veranderd en later ook in de latere theaterversies.

## Acteurs
Aanvankelijk wilde de studio een veel groter budget uittrekken voor de film op voorwaarde dat sterren de rollen zouden invullen. Maar O'Brien en Sharman wilden liever de Britse acteurs van de musical gebruiken. Uiteindelijk gaf Fox toe, maar stelde wel een lager budget beschikbaar. Alleen de rollen van Janet en Brad werden niet ingevuld door de oorspronkelijke acteurs. De Amerikaanse acteurs Susan Sarandon en Barry Bostwick speelden deze personages. Voor de rol van Brad werd ook auditie gedaan door Steve Martin, terwijl Cliff De Young tot zijn spijt van de rol moest afzien vanwege andere verplichtingen. Tim Curry kreeg voor de rol van Frank-N-Furter de voorkeur boven Mick Jagger die ook de rol graag wilde spelen. Het was de bedoeling dat horroracteur Vincent Price de rol van de criminoloog zou spelen. De acteur wilde graag, zeker nadat hij de voorstelling in Londen had gezien. Hij had echter andere verplichtingen en werd vervangen door Charles Gray.

## Productie

### Budget
20th Century Fox wilde een groot budget en filmsterren voor de verfilming van de "Rocky Horror Show". Regisseur Jim Sharman zag af van een groter budget op voorwaarde dat hij de acteurs van de toneelmusical mocht gebruiken. Alleen Julie Covington en Christopher Malcolm die respectievelijk Janet en Brad speelden werden vervangen door de Amerikaanse acteurs Susan Sarandon en Barry Bostwick. Sarandon was de enige actrice die niet debuteerde in de film. Uiteindelijk kwam het budget uit op 1,2 miljoen dollar.

### Locaties
De film werd opgenomen in Engeland in de Bray-studio's en in Oakley Court een landhuis in Oakley Green, Windsor (Berkshire). Oakley Court kende al een filmhistorie, het werd als decor gebruikt voor diverse Hammer-horrorfilms als The House in Nightmare Park, The Reptile, The Brides of Dracula en de Man in Black. Tijdens de opnamen van The Rocky Horror Picture Show verkeerde het landhuis in een zeer slechte staat. Aangezien de opnames aan het einde van de herfst plaatsvonden, hadden de acteurs en filmploeg erg te lijden onder de kou en de regen. Susan Sarandon liep zelfs een longontsteking op. Ze had bij de studio geklaagd over de kou maar werd gezien als een 'zeur'. Na de opname in de waterplas werd ze ernstig ziek en was pas enige dagen later in staat verder te gaan. De studio bood haar excuses toen het om longontsteking bleek te gaan. In 1979 werd Oakley Court gerestaureerd en werd er een luxe hotel in gevestigd. In de Bray-studio's werden de laboratorium- en de balscènes opgenomen.

### Opnamen
De opnamen vonden plaats tussen 21 oktober en 19 december 1974. De acteurs werden voor de film opgemaakt door Pierre La Roche die ook de make-up van David Bowie had ontwikkeld voor onder andere het Ziggy Stardust-project. Dat was een hele verbetering in vergelijking met de theatershow waar iedereen zijn eigen make-up deed.
De opnames verliepen zonder veel problemen. Alleen tijdens de scène in het lab van Frank-N-Furter bleek dat de decorbouwers vergeten waren een extra deur aan te brengen, waarop Jonathan Adams (doctor Scott) improviseerde en dwars door de 'muur' liep. In tegenstelling hiermee verliep de scène met Meat Loaf (Eddie) op de motor vlekkeloos. Een stuntman reed de motor en voor de close-ups werd Meat Loaf rondgereden in een rolstoel. Een onbedoelde improvisatie ontstond toen tijdens de dinerscène de acteurs de pop zagen die het ontbindende lichaam van "Eddie" moest voorstellen. Shaman was vergeten dit te zeggen en de afschuw op de gezichten van de acteurs is dus niet geacteerd.

## Filmsymboliek
In het openingsnummer "Science Fiction Double Feature" zijn allerlei verwijzingen naar klassieke SF-films opgenomen (bijvoorbeeld The Day the Earth Stood Still - Flash Gordon - The Invisible Man - King Kong - Forbidden Planet). Ook zijn er verwijzingen naar allerlei filmstudio's uit de gouden tijd van Hollywood in de film te zien:
- Het schild van de Griffioen verwijst naar Warner Brothers;
- De adelaar naar Republic;
- De bliksemschicht op de vlag naar RKO;
- Het personage 'Columbia' naar de gelijknamige studio;
- Het geïllumineerde Atlasschilderij naar Amicus Pictures;
- De blazende kat in de hal naar MGM;
- De globe naar Universal;
- De gong naar Rank Film
- De Mickey Mouseoren van Columbia naar Disney

## Muziek
De volgende nummers zijn in de film te horen (tekst en muziek Richard O'Brien):
- "Science Fiction/Double Feature" - uitgevoerd door Richard O'Brien
- "Dammit Janet" - uitgevoerd door Barry Bostwick en Susan Sarandon
- "Over At The Frankenstein Place" - uitgevoerd door Barry Bostwick, Susan Sarandon, en Richard O'Brien
- "The Time Warp" - uitgevoerd door Richard O'Brien, Nell Campbell, Patricia Quinn en Charles Gray
- "Sweet Transvestite" - uitgevoerd door Tim Curry, Richard O'Brien, Patricia Quinn, Nell Campbell
- "I Can Make You A Man" - uitgevoerd door Tim Curry
- "Touch-a, Touch-a, Touch Me" - uitgevoerd door Susan Sarandon, Patricia Quinn, en Nell Campbell
- "Eddie" - uitgevoerd door Jonathan Adams, Tim Curry, Barry Bostwick, Nell Campbell, Charles Gray, en Meat Loaf
- "The Floor Show" - uitgevoerd door Barry Bostwick, Susan Sarandon, Nell Campbell en Peter Hinwood (zangstem: Trevor White)
- "Fanfare/Don't Dream It" - uitgevoerd door Tim Curry
- "Wild And Untamed Thing" - uitgevoerd door Tim Curry en Richard O'Brien
- "I'm Going Home" - uitgevoerd door Tim Curry
- "Super Heroes" - Barry Bostwick en Susan Sarandon
- "Whatever Happened to Saturday Night? ("Hot Patootie (bless my soul))" - uitgevoerd door Meat Loaf
- "The Sword of Damocles" - uitgevoerd door Peter Hinwood (zangstem Trevor White)
- "Science Fiction/Double Feature" - uitgevoerd door Richard O'Brien

Acteur Peter Hinwood die de rol van Rocky Horror speelt kon niet zingen en zijn zangpartijen werden ingezongen door een sessiezanger. In de postproductie liet Jim Sharman ook die zangstem opnieuw inzingen door de Australische zanger/acteur Trevor White.

## Cultfilm

### Van flop naar hit
Het heeft er even naar uitgezien dat The Rocky Horror Picture Show zich zou voegen bij de diverse flops uit de filmgeschiedenis. De film werd uitgebracht op 14 augustus 1975 in het USA theatre in Westwood (Los Angeles). Afgezien van deze locatie was de film aanvankelijk geen succes in andere grotere theaters. Fox trok de productie grotendeels terug en alleen de voorstellingen in het USA theatre in Los Angeles werden voortgezet. De film werd vervolgens samen met de rockparodie Phantom of the Paradise van Brian De Palma vertoond op universiteiten. Ook dit was geen groot succes.
In 1977 experimenteerde Fox met de zogenaamde "midnight movies" (middernachtfilms). In kleine theaters werden twee films vertoond in nachtvoorstellingen die begonnen om 12.00 uur 's nachts. Na het succes van de midnightmoviecombinatie Pink Flamingos uit 1972 met Reefer Madness uit 1936 werd ook The Rocky Horror Picture Show in het midnightmoviecircuit vertoond. De première was op 1 april 1976 in Waverly Theatre in New York . Langzaam groeide de belangstelling en kreeg de film een grote groep vaste aanhangers die meerdere keren de voorstelling bezocht. Tegen 31 oktober (Halloween) was de cultstatus van de film zo groot, dat veel bezoekers verkleed naar de bioscoop kwamen, naar het bioscoopscherm schreeuwden en meezongen met de acteurs.
Halverwege 1978 werd The Rocky Horror Picture Show vertoond in vijftig zalen steeds op vrijdag en zaterdag met middernacht als begintijd. Fans speelden nu complete scènes mee (vaak in kostuum) en er werd met water gespoten, met confetti gestrooid en wc-papier naar het doek gegooid. Er verschenen nieuwsbrieven van lokale fanclubs en er ontstonden complete fanconventies. Eind 1979 was de film te zien in 230 theaters. Sinds die tijd is The Rocky Horror Picture Show nooit meer uit de bioscopen verdwenen en is het de langst lopende filmproductie in de bioscopen.

### Twee versies
Aanvankelijk waren er twee versies van de film in omloop, de Britse versie en de Amerikaanse versie. In de Britse versie is de eindscène gehandhaafd waarin het nummer 'Superheroes' is te horen. 20th Century Fox vond deze versie te somber voor de Amerikanen en haalde het uit de film. In 1990 kwam er nieuwe gerestaureerde versie uit waarin stereogeluid was toegevoegd. In deze film, die ook in de VS uitkwam, was ook 'Superheroes' opgenomen. Deze versie wordt momenteel gebruikt voor de bioscoopvoorstellingen. Niet alle fans waren hier blij mee, door het overgaan van mono op stereo klopt hier en daar de synchronisatie niet meer. Om de die-hard fans gewend waren geraakt aan de monoversie moesten ook zij zich aanpassen met het meezingen.

### Bezoekersparticipatie
Fans van The Rocky Horror Picture Show gaan niet zomaar naar de film. Ze verkleden zich als personages uit de film en spelen vaak scènes met de acteurs mee. Andere bezoekers spuiten water uit waterpistolen over het publiek tijdens de regenscène uit het begin van de film. In de film Fame uit 1980 is een typische fanparticipatiesessie in een bioscoop te zien. De personages Doris Finsecker (Maureen Teefy) en Ralph Garcey (Barry Miller) bezoeken een voorstelling van de The Rocky Horror Picture Show in het 8th Street Playhouse theater in New York. De bezoekersparticipatie stamt uit de VS en heeft zich verspreid over de hele wereld. De Museum Lichtspiele cinema in München, Duitsland bijvoorbeeld vertoont de film elke week sinds 24 juni 1977. Bezoekers krijgen een speciale "RHPS-Kit" mee om te kunnen participeren in de film. Het pakket bestaat uit een cracker, rijst, een fluitje, een kaars en een instructieblad met de passen voor de Time Warp. De bezoekers aan deze voorstellingen worden 'patrons' genoemd. Een deel van hen is verkleed en treedt vaak op voor het bioscoopscherm waarbij men meedanst en meezingt met de acteurs. De andere patrons roepen vaak zinnen van de acteurs mee. Ook in Parijs draait de film al meer dan 40 jaar in dezelfde bioscoop (in Studio Galande) waar fans als acteurs meespelen met de scènes op het doek.

### Rekwisieten
Van de patrons wordt verwacht dat ze een of meerdere rekwisieten meenemen:
- Rijst (moet worden geworpen tijdens de scène met het huwelijk van Ralph en Betty)
- Waterpistolen (patrons op de achterste rijen 'schieten' water over de rijen voor hen, tijdens de scène dat Brad en Janet met een lekke band in de stromende regen staan)
- Kranten (patrons op de andere rijen beschermen zich hiermee net als Brad en Janet tegen 'de regen')
- Zaklantaarns (hiermee wordt geschenen als in het nummer "Over at Frankenstein Place" de tekst "There's a light" aan bod komt. Vroeger werden ook lucifers, aanstekers of kaarsen gebruikt, maar dat mag niet meer van de brandweer)
- Rubber handschoenen (als Frank-N-Further zijn scheppingsspeech houdt knipt hij drie keer met zijn gehandschoende vingers, het publiek knipt mee)
- Toiletpapier (het liefst van het merk "Scott". Als Brad uitroept "Great scott!" vliegen de rollen door de bioscoop.)
- Toast of crackers (laten kraken als Frank-N-Further een toost uitbrengt tijdens het diner)
- Feestmuts (Als Frank-N-Further een feestmuts opzet om Rocky Horror te feliciteren, volgen de patrons)
- Confetti (ook tijdens de verjaardag)
- Een klokje (de patrons laten het klingelen bij de tekst "When we made it/did you hear a bell ring?"
- Kaarten (de patrons laten ze zien bij de tekst "Cards for sorrow/cards for pain"

## Vervolg
In 2008 kondigden MTV Films en Sky Movies een nieuwe versie aan van The Rocky Horror Picture Show. De bedoeling was dat er een film van twee uur zou komen, gebaseerd op het originele scenario en inclusief liedjes die niet in de oorspronkelijke filmversie voorkomen. De film had moeten uitkomen met Halloween 2009. De schrijver van de film Richard O'Brien werd niet bij het project betrokken en hij was dan ook tegen de productie van de nieuwe versie. De film werd in 2016 als TV film uitgebracht met de titel: "The Rocky Horror Picture Show: Let's Do the Time Warp Again", met Laverne Cox als Dr. Frank-N-Furter. Een rol die voorheen altijd door een man gespeeld werd. Tim Curry speelt ditmaal een rol als criminoloog. Sharman en O'Brien maakten wel nog een andere film Shock Treatment (1981) maar deze film heeft weinig met The Rocky Horror Picture Show te maken. Wel schreef O'Brien het scenario voor een echt vervolg op de The Rocky Horror Picture Show, en wel "Revenge of the Old Queen". Maar omdat "Shock Treatment" flopte, ziet het er niet naar uit dat dit scenario ooit verfilmd zal worden.